# Tipula dickinsoni
Tipula dickinsoni är en tvåvingeart som beskrevs av Alexander 1932. Tipula dickinsoni ingår i släktet Tipula och familjen storharkrankar. Inga underarter finns listade i Catalogue of Life.